# Haitzing (Gemeinde Bad Hofgastein)
Haitzing (auch Haizing und Heitzing) ist eine Rotte in der Marktgemeinde Bad Hofgastein im österreichischen Bundesland Salzburg.

## Geografie
Die Rotte Haitzing gehört zur Ortschaft Weinetsberg und zur Katastralgemeinde Wieden. Haitzing liegt zwischen der Bahnstrecke der Tauernbahn im Westen und dem Fluss Gasteiner Ache im Osten. Beim Ort mündet der Leidalmbach (Haitzingbach) in die Gasteiner Ache. Die Tauernbahn quert den Leidalmbach über das Leidalp-Viadukt. Bei einer Erhebung der Vogelarten des Gasteinertals in den 1980er Jahren wurde am Leidalmbach bei Haitzing die Wasseramsel (Cinclus cinclus) als Brutvogel beobachtet.

## Geschichte
Den historischen Kern Haitzings bilden das Unterhaitzinggut, möglicherweise ein früher Gerichtssitz, und das Oberhaitzinggut. Urkundliche Erwähnungen gehen auf das 13. Jahrhundert zurück. Beide Güter waren zeitweise vereint.
Noch im 19. Jahrhundert wurde Haitzing nicht als Rotte, sondern als Einzelhof geführt. Der über die Ufer getretene Leidalmbach verwüstete 1891 beide Güter. Das Oberhaitzinggut wurde 1959 durch einen Brand zerstört und später auf dem gegenüberliegenden Feld neu errichtet.

## Kultur und Sehenswürdigkeiten
Die Kapelle von Haitzing wurde von Georg Schock senior, dem Altbauern des Oberhaitzinggutes, erbaut. Sie soll an die Hochwasserkatastrophe von 1891 erinnern. Eine Plastik aus Zirbenholz in der Kapelle stellt den Heiligen Johannes Nepomuk dar. Außerdem gibt es Reliefs der Heiligen Hubertus, Isidor und Notburga.

## Infrastruktur
Die Siedlung ist über die Bushaltestelle Bad Hofgastein Oberhaitzing an den öffentlichen Verkehr angeschlossen. Die schwere Mountainbikestrecke Biberalm–Wiedneralm führt durch den Ort.